# Pfarrhaus (Burghausen)

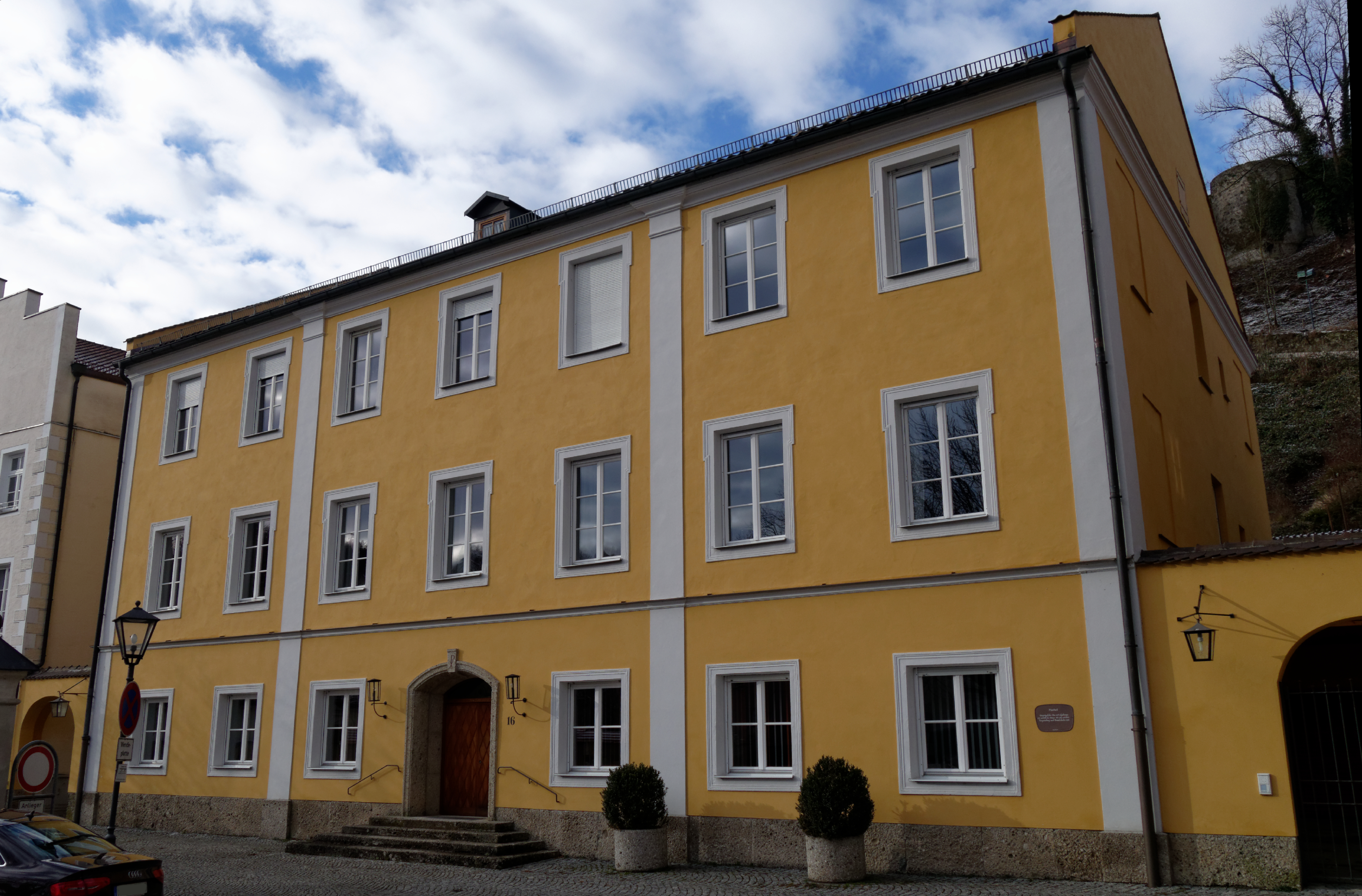
Pfarrhaus St. Jakob

Das Pfarrhaus von St. Jakob in Burghausen wurde 1731 errichtet. Das Pfarrhaus an der Messerzeile 16 ist ein geschütztes Baudenkmal.
Der siebenachsige freistehende Satteldachbau in Traufstellung mit Lisenengliederung besitzt ein stichbogiges Portal.
Eine Neugestaltung erfolgte, nachdem es durch einen Brand des Nachbargebäudes am 4. August 1898 in Mitleidenschaft gezogen wurde und bis zum ersten Obergeschoss niederbrannte.

## Vorgängergebäude
In einem Modell der Stadt von Jakob Sandtner von 1574 ist ein gotischer Pfarrhofbau erkennbar. Es handelte sich um einen traufständigen, zweigeschossigen Bau mit drei Obergeschossachsen mit einem Krüppelwalmdach und einem Zwerchhäuschen. Das Pfarrhaus war durch einen Bogengang mit einem Gebäude am Rande des Friedhofs verbunden. Es brannte 1578 ab.
In einem Stich von Michael Wening von 1699 ist ein giebelständiger barocker Pfarrhofsbau mit Treppengiebel, einem Zwiebeltürmchen und einem Flacherker an der Südseite dargestellt.

## Nebengebäude

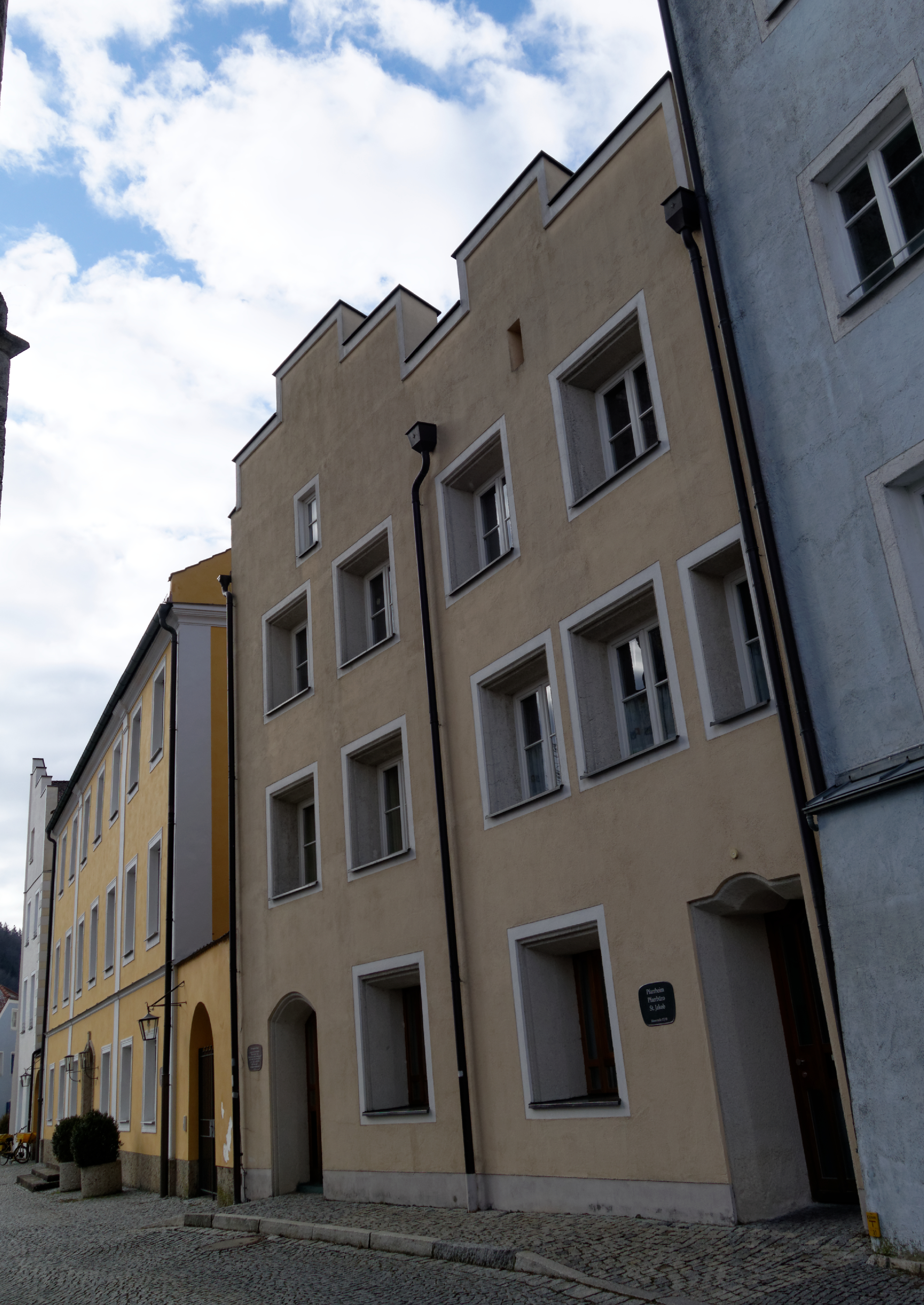
Pfarrzentrum St. Jakob in der Messerzeile 17 und 18

Neben dem Pfarrhaus, in der Messerzeile 17 befindet sich das Pfarrmesnerhaus ursprünglich aus dem 15./16. Jahrhundert.
Das sogenannte Chorregenten- und Kaplanhaus in der Messerzeile 18 stammte im Kern vermutlich aus dem Anfang des 16. Jahrhunderts. Bereits im 14. Jahrhundert gibt es urkundliche Belege der Kirchenmusik in St. Jakob. Der Komponist des Weihnachtsliedes Stille Nacht, heilige Nacht, Franz Xaver Gruber, erhielt dort von Georg Hartdobler 1805/06 seine musikalische Grundausbildung. Heute handelt es sich um Neubauten mit historisch nachempfundener Fassadengestaltung, welche seit 2000 das Pfarrzentrum St. Jakob bilden.